# Skalka (818 m)
Skalka  (818 m) – mało wybitny szczyt na północno-wschodnim krańcu Wielkiej Fatry na Słowacji. Wznosi się w jej części zwanej  Szypską Fatrą, stanowiąc zakończenie północno-wschodniego grzbietu szczytu Hlavačka (902 m). Wznosi się nad miejscowościami Jasenová i Komjatná. Grzbiet i szczyt Skalki porasta las świerkowy, niższe partie zboczy to pola uprawne tych miejscowości.